# Ilya Nikolayevich Ulyanov
Ilya Nikolayevich Ulyanov (31 tháng 7 [lịch cũ 19 tháng 7] năm 1831 – 24 tháng 1 [lịch cũ 12 tháng 1] năm 1886) là một thầy giáo và nhân vật có tiếng trong lĩnh vực giáo dục của Nga. Ông là cha đẻ của các nhà cách mạng Vladimir  Ilyich Lenin, người đã trở thành một nhà lãnh đạo Bolshevik và người sáng lập Liên Xô, và Aleksandr Ilyich Ulyanov, người đã bị xử tử vì tội ám sát Sa hoàng Alexander III năm 1886.

## Tiểu sử
Ilya Ulyanov sinh ra ở Astrakhan với cha, Nikolai Vasilievich Ulyanov (hoặc Ulyanin; 1765-1838), một thợ may ở thành phố cảng và một cựu nông nô đến từ huyệb Sergachsky, Nizhny Novgorod. Ông đã nhận được tự do từ một chủ đất, Stepan Mikhailovich Brekhov. Mẹ của Ilya, Anna Alexeyevna Smirnova (1793-1871), là con gái của một cư dân thành phố giàu có Alexei Lukyanovich Smirnov, con trai của Lukyan Smirnov, người được ca ngợi từ một gia đình Kalmyk. giàu có. Nikolai kết hôn với Anna 30 tuổi vào năm 1823. Ilya có ba chị gái và một anh trai.
Ilya Ulyanov tốt nghiệp khoa Vật lý và Toán học năm 1854. Vào những năm 1850 và 1860, ông dạy toán và vật lý tại Penza Học viện Dvoryane.và sau đó tại gymnasium và một trường học dành cho phụ nữ ở Nizhny Novgorod. Trong khoảng thời gian đó, anh kết hôn Maria Alexandrovna Ulyanova. Khi còn ở Penza, Ulyanov đã thực hiện các quan sát khí tượng, trên cơ sở đó, ông sẽ viết một vài tác phẩm khoa học có tên là Về lợi ích của các quan sát và vài kết luận khí tượng về sử dụng chúng cho Penza (О пользе метеорологических наблюдений и некоторые выводы из них для Пензы) và Về dông và cột thu lôi (О грозе и громоотводах).